# Kinderfreibetrag

Steuerersparnis durch Kinderfreibeträge im Vergleich mit dem Kindergeld (Stand 2025)

Der Kinderfreibetrag ist ein Freibetrag im deutschen Steuerrecht, durch den bei der Besteuerung der Eltern das Existenzminimum des Kindes steuerfrei gestellt wird.  Diese Regelung setzt ein Grundprinzip der Steuergerechtigkeit um. Die Freibeträge orientieren sich an den Vorgaben der Existenzminimumberichte der Bundesregierung.
Bei der Einkommensteuer werden Kindergeld und Steuerersparnis durch den Kinderfreibetrag verglichen und der höhere Betrag berücksichtigt (Günstigerprüfung). Solidaritätszuschlag und Kirchensteuer werden stets unter Berücksichtigung des Kinderfreibetrags berechnet.

## Allgemeines
In Deutschland stehen bei der Veranlagung zur Einkommensteuer nach § 32 Abs. 6 EStG für jedes zu berücksichtigende Kind jedem Elternteil grundsätzlich ein Kinderfreibetrag und ein Erziehungsfreibetrag zu. Die Übertragung der Freibeträge auf den anderen Elternteil, ein Stiefelternteil oder Großelternteil ist mit Zustimmung (Anlage K) und unter gewissen Voraussetzungen auch ohne Zustimmung möglich, beispielsweise wenn ein Elternteil seinen Unterhaltspflichten nicht nachkommt, keine Betreuungskosten übernimmt oder das Kind nur in unwesentlichem Umfang betreut. Ein Elternteil kommt seiner Unterhaltspflicht nicht nach, wenn er nicht mindestens 75 Prozent der auf ihn entfallenden Unterhaltspflicht auch tatsächlich leistet (§ 32 Abs. 6, S. 6 EStG). Bei anteiliger Barunterhaltspflicht für volljährige Kinder muss somit mindestens 75 Prozent des auf den jeweiligen Elternteil entfallenden Anteil geleistet werden, um den Anspruch auf den Kinderfreibetrag nicht zu verlieren.
Ein Anspruch auf Freibeträge für Kinder besteht vom Geburtsmonat des Kindes an, solange wie auch Anspruch auf Kindergeld besteht.

## Höhe der Kinderfreibeträge
| Jahr        | Summe für beide Elternteile je Kind | Freibetrag für den Betreuungs- und Erziehungs- oder Ausbildungsbedarf (je Elternteil) | Kinder- freibetrag (je Elternteil) | Sächliches Existenz- minimum |
| ----------- | ----------------------------------- | ------------------------------------------------------------------------------------- | ---------------------------------- | ---------------------------- |
| 1983 … 1985 | 432 DM (220 €)                      |                                                                                       |                                    |                              |
| 1986 … 1989 | 2.484 DM (1.270 €)                  |                                                                                       |                                    |                              |
| 1990 … 1991 | 3.024 DM (1.546 €)                  |                                                                                       |                                    |                              |
| 1992 … 1995 | 4.104 DM (2.098 €)                  |                                                                                       |                                    |                              |
| 1996        | 6.264 DM (3.203 €)                  |                                                                                       |                                    |                              |
| 1997 … 1999 | 6.912 DM (3.534 €)                  |                                                                                       |                                    |                              |
| 2000 … 2001 | 9.936 DM (5.080 €)                  | 1.512 DM (773 €)                                                                      | 3.456 DM (1.767 €)                 | 6.768 DM (3.460 €)           |
| 2002 … 2007 | 5.808 €                             | 1.080 €                                                                               | 1.824 €                            | 3.636 €                      |
| 2008        | 5.808 €                             | 1.080 €                                                                               | 1.824 €                            | 3.648 €                      |
| 2009        | 6.024 €                             | 1.080 €                                                                               | 1.932 €                            | 3.864 €                      |
| 2010 … 2013 | 7.008 €                             | 1.320 €                                                                               | 2.184 €                            |                              |
| 2014        | 7.008 €                             | 1.320 €                                                                               | 2.184 €                            | 4.400 €                      |
| 2015        | 7.152 €                             | 1.320 €                                                                               | 2.256 €                            | 4.512 €                      |
| 2016        | 7.248 €                             | 1.320 €                                                                               | 2.304 €                            | 4.608 €                      |
| 2017        | 7.356 €                             | 1.320 €                                                                               | 2.358 €                            | 4.716 €                      |
| 2018        | 7.428 €                             | 1.320 €                                                                               | 2.394 €                            | 4.788 €                      |
| 2019        | 7.620 €                             | 1.320 €                                                                               | 2.490 €                            | 4.896 €                      |
| 2020        | 7.812 €                             | 1.320 €                                                                               | 2.586 €                            | 5.004 €                      |
| 2021        | 8.388 €                             | 1.464 €                                                                               | 2.730 €                            | 5.412 €                      |
| 2022        | 8.548 €                             | 1.464 €                                                                               | 2.810 €                            | 5.460 €                      |
| 2023        | 8.952 €                             | 1.464 €                                                                               | 3.012 €                            | 6.024 €                      |
| 2024        | 9.540 €                             | 1.464 €                                                                               | 3.306 €                            | 6.384 €                      |
| 2025        | 9.600 €                             | 1.464 €                                                                               | 3.336 €                            | 6.648 €                      |
| 2026        | 9.756 €                             | 1.464 €                                                                               | 3.414 €                            | 6.696 €                      |

1. ↑  vor 2002: Betreuungsfreibetrag

## Kinderfreibetrag und Kindergeld
Die steuerliche Entlastung des Einkommens, das für den Unterhalt eines Kindes aufzuwenden ist, wird in Deutschland in erster Linie über das Kindergeld bewirkt. Soweit das Kindergeld höher ist als die steuerliche Entlastung, dient es der Förderung der Familien (§ 31 EStG).
Der Kinderfreibetrag wird wirksam, wenn die sich daraus ergebende steuerliche Entlastung höher ist als das Kindergeld. Die Entlastungswirkung des Kinderfreibetrags übersteigt bei zusammenveranlagten Steuerpflichtigen ab einem zu versteuernden Einkommen von rund 70.000 Euro das Kindergeld; bei Besteuerung nach der Grundtabelle liegt die Grenze bei ca. 37.000 Euro (siehe Grafik oben, Stand 2022). Über diese Grenzen hinaus wird das Kindergeld auf die Steuerentlastung angerechnet.
Seit 2004 genügt für die Anrechnung auf den Kinderfreibetrag der Anspruch auf Kindergeld, seit 2007 werden auch etwaige ausländische Ansprüche mit hineingerechnet.
Dieses Zusammenspiel von Kindergeld und Kinderfreibetrag gilt nur für die Einkommensteuer. Bei der Berechnung des Solidaritätszuschlags und der Kirchensteuer werden immer die Freibeträge berücksichtigt.

### Beispiele
Ehepaar mit 1 Kind:
| zu versteuerndes Einkommen               | 50.000 € | Steuer 5.854 € |
| ./. 1 Kinderfreibetrag                   | 9.600 €  |                |
| zu versteuerndes Einkommen               | 40.400 € | Steuer 3.378 € |
| = Steuerersparnis aus 1 Kinderfreibetrag |          | 2.476 €        |

Bei Anrechnung von 1 Kindergeld (3.060 €) ist das Kindergeld um 584 € höher als der Steuervorteil.
Lediger mit Unterhaltspflicht für 1 Kind:
| zu versteuerndes Einkommen                 | 50.000 € | Steuer 10.691 € |
| ./. 1/2 Kinderfreibetrag                   | 4.800 €  |                 |
| zu versteuerndes Einkommen                 | 45.200 € | Steuer 9.029 €  |
| = Steuerersparnis aus 1/2 Kinderfreibetrag |          | 1.662 €         |

Bei Anrechnung von 1/2 Kindergeld (1.530 €) ist die Steuerersparnis um 132 € höher als das anteilige Kindergeld.
(Die Steuer und die Kinderfreibeträge wurden in beiden Beispielen nach dem Tarif 2025 berechnet.)

## Berücksichtigung von Kindern beim Lohnsteuerabzug
Bei der Ermittlung der Lohnsteuer werden (anders als bei der Einkommensteuer) die Kinderfreibeträge und die Freibeträge für den Betreuungs- und Erziehungs- oder Ausbildungsbedarf nicht berücksichtigt. Eine Berücksichtigung erfolgt lediglich bei der Ermittlung des Solidaritätszuschlags und der Kirchensteuer. Hierfür wird die Zahl der Kinderfreibeträge bei den Lohnsteuerabzugsmerkmalen gespeichert.
Für Kinder von Eltern, die nicht miteinander verheiratet sind, wird regelmäßig als Kinderfreibetragszahl 0,5 eingetragen. Der Zähler 1 wird eingetragen, wenn der andere Elternteil seinen Unterhaltsverpflichtungen nicht mind. zu 75 Prozent nachkommt. Darüber hinaus wird der Zähler 1 bei verheirateten und im Inland nicht dauernd getrennt lebenden Ehegatten bei dem Ehegatten mit der Lohnsteuerklasse III eingetragen, während bei dem Ehegatten mit der Lohnsteuerklasse V die Berücksichtigung des Kindes unterbleibt. Bei Lohnsteuerklasse IV erhalten beide Elternteile den Zähler 0,5 pro Kind.
Abweichend hiervon kann ein Kind eines Elternteils nur dann bei der Kinderfreibetragszahl mit dem Zähler 1 ohne besondere Prüfung berücksichtigt werden, wenn der andere Elternteil verstorben oder dessen Wohnsitz oder gewöhnlicher Aufenthalt nicht zu ermitteln oder der Vater des Kindes amtlich nicht feststellbar ist. Entsprechendes gilt, wenn der andere Elternteil voraussichtlich während des ganzen Kalenderjahres nicht unbeschränkt einkommensteuerpflichtig ist oder ein Kind allein nur von einem Elternteil angenommen wurde.
Darüber hinaus darf bei einem Elternteil für ein Kind anstelle des Kinderfreibetragszählers 0,5 der Zähler 1 berücksichtigt werden, wenn dieser Elternteil darlegen kann, dass die Voraussetzungen für eine Übertragung erfüllt sind und sich voraussichtlich nicht ändern werden. Kinder bis 18 Jahre, die zu Beginn des Jahres im Inland leben und deshalb hier unbeschränkt steuerpflichtig sind, werden berücksichtigt. Ist ein Kind nicht bei den Eltern mit Wohnung gemeldet, müssen diese der Gemeinde für dieses Kind eine Lebensbescheinigung vorlegen, die nicht älter als drei Jahre ist. Eine solche Bescheinigung stellt auf Antrag eines Elternteils die Gemeinde aus, in der das Kind mit Wohnung gemeldet ist. Dem Antrag sind geeignete Unterlagen beizufügen, aus denen die Verwandtschaft hervorgeht. Studierende Kinder über 18 Jahre werden auf Antrag berücksichtigt.

## Grundfreibetrag und Kinderfreibetrag
In der Vergangenheit gab es in Deutschland mehrfach Pläne, Kinderfreibetrag und Grundfreibetrag durch einen sogenannten Kindergrundfreibetrag zu ersetzen, die letztendlich aber nie realisiert wurden. In diesem Modell würden Kinder, die in nennenswertem Umfang eigene Einkünfte haben, den Grundfreibetrag ganz oder teilweise selbst „verbrauchen“ und die Eltern nur noch dann einen Kinderfreibetrag in Anspruch nehmen können, wenn und soweit das Kind seinen (Kinder-)Grundfreibetrag nicht verbraucht hat. Die Verlagerung von Einkünften von den Eltern auf die Kinder verliert damit an Attraktivität. Hat das Kind keine eigenen Einkünfte, kann es seinen (Kinder-)Grundfreibetrag auf die Eltern übertragen.